# النغيلة
النغيلة هو إحد أحياء مدينة بيشة التابعة إلى منطقة عسير في المملكة العربية السعودية، ويقع حي النغيلة في الشمال الغربي من مدينة بيشة.

## التاريخ
كانت حي النغيلة في السابق قرية تقع على الضفة الشرقية لوادي بيشة وتقع فيها قلعة المحلف والتي تسمى اليوم قلعة بيشة التي شهدت عدداً من الحروب والغارات بين أهالي المنطقة والأتراك ولا تزال آثار هذه القلعة باقية وتعرف بالثغر والقرية محاطة بشجر النخيل وقد اتصلت في الفترة الأخيرة عمرانياً بمدينة بيشة لتصبح أحد أحيائها ومع ذلك لا زالت تحت مسمى قرية. ويحيط بالقرية حزام النخيل الكثيف ناحية الجانب الأيمن من الوادي وكانت القرية مسورة ومحصنة من جهاتها الأربعة لم تكن تملك أبواباً.